# We Got It from Here … Thank You 4 Your Service
We Got It from Here … Thank You 4 Your Service ist das sechste und letzte Studioalbum der US-amerikanischen Hip-Hop-Band A Tribe Called Quest. Es erschien 18 Jahre nach dem vorherigen Album The Love Movement am 11. November 2016. Mit dem Album erreichte die Band erstmals Platz 1 der US-amerikanischen Charts. Mitglied Phife Dawg starb während der Arbeiten an We Got It from Here … Thank You 4 Your Service an Diabetes.

## Entstehungsgeschichte
Trotz mehrerer temporärer Zusammenschlüsse nahmen A Tribe Called Quest (ATCQ) nach ihrem fünften Album, The Love Movement (1998), 18 Jahre lang keine neuen Alben auf. We Got It from Here … Thank You 4 Your Service erschien überraschend 2016 als sechstes und letztes Album der Band. Gegenüber der ursprünglichen Besetzung fehlte der DJ Ali Shaheed Muhammad, der aus zeitlichen Gründen verhindert war. Die Musik wurde größtenteils von Q-Tip produziert und teils auch eingespielt. Phife Dawg verstarb an einer Diabetes-Erkrankung während der Aufnahmen. Ihm wurde das Schlusslied des Albums The Donald gewidmet. Durch seinen Tod wurde Jarobi White gegenüber früheren Alben deutlich präsenter.
Das Album entstand während der US-Präsidentschaftswahlkampagne, in der insbesondere der spätere Präsident Donald Trump wiederholt durch als rassistisch interpretierte Aussagen auffiel; auch die Black-Lives-Matter-Bewegung war in dieser Zeit sehr prominent. Dies spiegelt sich insbesondere in dem als Single ausgekoppelten Lied We the People … wider, das gegen Schwarze, aber auch Mexikaner gerichteten Rassismus und Homophobie thematisiert. Auch weitere Lieder, wie bspw. der Opener The Space Program, thematisieren Rassismus.
Musikalisch lehnt sich das Album stark an den typischen ATCQ-Klang mit Elementen von Soul, Jazz und Funk, aber auch mit düsteren elektronischen Klängen, die an die späteren Alben der Band erinnerten. Die Samples stammen u. a. von Black Sabbath, Musical Youth und Can.
We Got It from Here … Thank You 4 Your Service erschien am Veterans Day. Das Albumcover wurde von Richard Prince gestaltet.
Am 29. März 2018 wurde mit The Space Program das letzte Musikvideo der bereits aufgelösten Band veröffentlicht.

## Titelliste
| Nr.          | Titel                                                             | Autor(en) | Länge |
| ------------ | ----------------------------------------------------------------- | --- | ----- |
| 1.           | The Space Program                                                 | Jarobi White, Kamaal Fareed, Malik Isaak Taylor | 5:41  |
| 2.           | We the People…                                                    | William Thomas „Bill“ Ward, Terence Michael Joseph „Geezer“ Butler, John Michael „Ozzy“ Osbourne, Frank Anthony „Tony“ Iommi, Kamaal Fareed, Malik Isaak Taylor                                                                                    | 2:52  |
| 3.           | Whateva Will Be (feat. Consequence)                               | Dexter Mills, Jarobi White, Kamaal Fareed, Malik Izaak Taylor, Winston Jones | 2:53  |
| 4.           | Solid Wall of Sound (feat. Jack White, Elton John & Busta Rhymes) | Jack White, Kamaal Fareed, Malik Izaak Taylor, Trevor Smith | 3:53  |
| 5.           | Dis Generation (feat. Busta Rhymes)                               | Headley Bennett, Damo Suzuki, Fitzroy Simpson, Holger Czukay, Huford Brown, Irmin Schmidt, Jackie Mittoo, Jaki Liebezeit, Jarobi White, Kamaal Fareed, Leroy Sibblis, Lloyd Ferguson, Malik Izaak Taylor, Michael Karoli, Robert Lyn, Trevor Smith | 3:34  |
| 6.           | Kids (feat. André 3000)                                           | André Lauren Benjamin, Kamaal Fareed | 3:48  |
| 7.           | Melatonin (feat. Marsha Ambrosius & Yebba)                        | Kamaal Fareed, Louis Cato, Marsha Ambrosius, Hirano Masayuki | 4:45  |
| 8.           | Enough!!                                                          | Kamaal Fareed | 3:21  |
| 9.           | Mobius (feat. Consequence & Busta Rhymes)                         | Derek Shulman, Dexter Mills, Kamaal Fareed, Kerry Minnear, Phil Shulman, Ray Shulman, Trevor Smith | 2:52  |
| 10.          | Black Spasmodic                                                   | Kamaal Fareed, Malik Izaak Taylor | 3:04  |
| 11.          | The Killing Season (feat. Consequence, Talib Kweli & Kanye West)  | Dexter Mills, Jarobi White, Kamaal Fareed, Talib Kweli Greene | 2:44  |
| 12.          | Lost Somebody (feat. Katia Cadet)                                 | Damo Suzuki, Holger Czukay, Irmin Schmidt, Jaki Liebezeit, Jarobi White, Kamaal Fareed, Michael Karoli | 4:19  |
| 13.          | Movin Backwards (feat. Anderson .Paak)                            | Brandon Anderson Paak, Kamaal Fareed | 4:42  |
| 14.          | Conrad Tokyo (feat. Kendrick Lamar)                               | Kamaal Fareed, Kendrick Lamar Duckworth, Malik Izaak Taylor | 3:32  |
| 15.          | Ego                                                               | Jack White, Kamaal Fareed | 3:18  |
| 16.          | The Donald (feat. Busta Rhymes & Katia Cadet)                     | Kamaal Fareed | 5:22  |
| Gesamtlänge: | Gesamtlänge:                                                      | Gesamtlänge: | 60:18 |

## Gäste
Das Trio Q-Tip, Jarobi und Phife Dawg wird auf dem Album von zahlreichen namhaften Gästen begleitet. Auf Solid Wall of Sound steuern Jack White Gitarre und Gesang, Elton John Klavier und Gesang, langjähriger Kollaborateur Busta Rhymes Rap-Parts bei. Letzterer ist auf dem Album gleich mehrmals zu hören. André 3000 rappt auf Kids …; auf The Killing Season treten Kanye West und Talib Kweli als Gäste auf; auf Conrad Tokyo rappt Phife Dawg zusammen mit Kendrick Lamar. Auf Ego und The Donald spielt Jack White erneut Gitarre. Marsha Ambrosius ist als Sängerin auf Melatonin zu hören. Casey Benjamin spielt auf mehreren Tracks Keyboard, Fender Rhodes, Orgel und Piano. Rapper Consequence ist auf vier Songs (3, 9, 10, 11) vertreten. Darüber hinaus steuern zahlreiche Studiomusiker Gesang und Instrumente bei.

## Rezeption
Das Album wurde durchgehend positiv rezensiert.
In einer Albumbesprechung im Spiegel wurde das Album als „meisterlich“ bezeichnet; der Autor attestierte We Got It from Here … „politische Aktualität“ sowie „Gegenwärtigkeit [des] Sounds“:

„Auf ihre immer positivistische, aber auch nie verharmlosende oder Eskapismus propagierende Art gelingt es den zum Trio geschrumpften Veteranen aus New York, den richtigen Ton zur rechten Zeit zu treffen.“

In der Musikzeitschrift Rolling Stone bekam We Got It from Here … vier von fünf möglichen Sternen. Laut Christopher R. Wintergarten erinnere das Album musikalisch stark an J Dilla; es klinge „nicht wie 1996, aber auch nicht wie 2016“. Die einzige Schwäche des Albums sei das Fehlen von Phife Dawg.
Laut Daniel Gerhardt von Die Zeit ist We Got It from Here … „die wütendste und wüsteste Platte von A Tribe Called Quest“, „aufgewühlt, aggressiv, zynisch, paranoid – und immer wieder kampfbereit“; er betont die politische und gesellschaftliche Aussagekraft des Albums. Es sei das erste Protestalbum der Trump-Ära.
In einer wohlwollenden Rezension in der Berliner Zeitung schreibt Markus Schneider:

„man erkennt die hell hüpfenden, transparenten Beats und vor allem Q-Tips nasalen Ton vom ersten Takt an. Zugleich jedoch wirken die Tracks bodennäher, rumpfstärker und auch klangtechnisch moderner.“

Auf dem Musikportal Allmusic wurde das Album zunächst mit 4½ von 5 Sternen bewertet. Später wurde es auf die Höchstwertung aufgewertet. Der Rezensent Tim Sendra schreibt:

„The sheer number of guests, the long wait since their last album, the shifting tides of hip hop -- all these factors could have led to We Got It being a disappointment. Amazingly, it turns out to be almost the exact opposite.“

„Die Zahl der Gäste, das lange Warten seit ihrem letzten Album, die wechselnden Strömungen im Hip-Hop – all diese Faktoren hätten dazu führen können, dass We Got It enttäuscht hätte. Erstaunlicherweise kam es geradezu zum Gegenteil.“

Basierend auf 26 Kritiken aggregiert Metacritic für We Got It from Here... Thank You 4 Your Service einen sehr positiven Metascore von 91 von 100 möglichen Punkten.
Die Website Pitchfork wählte We Got It from Here... Thank You 4 Your Service auf Platz 44 der 200 besten Alben der 2010er Jahre. Allmusic nahm es in die Zusammenstellung der besten Alben des Jahrzehnts auf.

## Kommerzieller Erfolg

### Chartplatzierungen
| ChartsChartplatzierungen       | Höchstplatzierung | Wochen |
| ------------------------------ | ----------------- | ------ |
| Deutschland (GfK)              | 14 (6 Wo.)        | 6      |
| Österreich (Ö3)                | 18 (3 Wo.)        | 3      |
| Schweiz (IFPI)                 | 12 (11 Wo.)       | 11     |
| Vereinigte Staaten (Billboard) | 1 (15 Wo.)        | 15     |
| Vereinigtes Königreich (OCC)   | 24 (4 Wo.)        | 4      |

| ChartsJahrescharts (2017)      | Platzierung |
| ------------------------------ | ----------- |
| Vereinigte Staaten (Billboard) | 94          |

### Auszeichnungen für Musikverkäufe
| Land/Region                  | Auszeichnungen für Musikverkäufe (Land/Region, Auszeichnung, Verkäufe) | Verkäufe |
| ---------------------------- | ---------------------------------------------------------------------- | -------- |
| Vereinigte Staaten (RIAA)    | Gold                                                                   | 500.000  |
| Vereinigtes Königreich (BPI) | Silber                                                                 | 60.000   |
| Insgesamt                    | 1× Silber · 1× Gold ·                                                  | 560.000  |